# Astragalus francisquitensis
Astragalus francisquitensis es una especie de planta del género Astragalus, de la familia de las leguminosas, orden Fabales.

## Distribución
Astragalus francisquitensis se distribuye por México (Baja California Sur).

## Taxonomía
Fue descrita científicamente por M. E. Jones. Fue publicada en Proc. Calif. Acad. Sci., ser. 2, 5: 666 (1895).